# Mini (geslacht)
Mini is een geslacht van kikkers uit de familie smalbekkikkers (Microhylidae).

## Naam en indeling
De groep werd voor het eerst in 2019 wetenschappelijk beschreven door een groep van biologen;
Mark D. Scherz, Carl R. Hutter, Andolalao Rakotoarison, Jana C. Riemann, Mark-Oliver Rödel, Serge H. Ndriantsoa, Julian Glos, Sam Hyde Roberts, Angelica Crottini, Miguel Vences en Frank Glaw. In de literatuur wordt de groep daarom nog niet vermeld.
Er zijn drie vertegenwoordigers die zeer klein blijven, hieraan is de wetenschappelijke geslachtsnaam Mini te danken. De soortnamen zijn woordgrapjes van de biologen, respectievelijk Mini ature, Mini mum en Mini scule. Deze namen vormen Engelse woorden voor 'klein' als de spatie wordt weggelaten.

## Uiterlijke kenmerken
De kikkers hebben een bruine lichaamskleur met lichtere vlekken. De kleinste soorten zijn Mini mum en Mini scule, die ieder acht tot elf millimeter lang worden. Mini ature bereikt een lichaamslengte tot vijftien mm. De soorten zijn onder andere te onderscheiden door de vorm van hun poten.

## Verspreidingsgebied en habitat
Het verspreidingsgebied beslaat delen van zuidoostelijk Madagaskar, hier komen de kikkers endemisch voor. De verschillende soorten leven in beboste gebieden in relatief laag gelegen streken tot een hoogte van ongeveer 300 meter boven zeeniveau.
De soorten hebben nog geen beschermingsstatus gekregen van het IUCN. De biologen die de kikkers onderzochten stellen voor ze alle drie als 'ernstig bedreigd' (Critically Endangered of CR) te classificeren.

## Taxonomie
Het geslacht omvat de volgende soorten, met de auteur en het verspreidingsgebied.
| Naam       | Auteur             | Verspreidingsgebied                    |
| ---------- | ------------------ | -------------------------------------- |
| Mini ature | Scherz et al, 2019 | Madagaskar (Nationaal park Andohahela) |
| Mini mum   | Scherz et al, 2019 | Madagaskar (Manomboreservaat)          |
| Mini scule | Scherz et al, 2019 | Madagaskar (Sainte-Luce)               |